# Station Lorcé-Chevron
Station Lorcé-Chevron is een voormalig spoorwegstation langs spoorlijn 42 in Lorcé, een deelgemeente van de gemeente Stoumont.
Het stationsgebouw is van het type 1893 R4 en werd opgetrokken in natuursteen. In tegenstelling tot de andere stations van het type 1893, zijn de top van de zijgevel en de fries met vakwerk versierd en is het zadeldak afgewolfd.

## Aantal instappende reizigers
De grafiek geeft het gemiddeld aantal instappende reizigers weer op een week-, zater- en zondag.
| Tabel: aantal instappende reizigers station Lorcé-Chevron | Tabel: aantal instappende reizigers station Lorcé-Chevron | Tabel: aantal instappende reizigers station Lorcé-Chevron | Tabel: aantal instappende reizigers station Lorcé-Chevron |
|                                                           | Weekdag                                                   | Zaterdag                                                  | Zondag                                                    |
| --------------------------------------------------------- | --------------------------------------------------------- | --------------------------------------------------------- | --------------------------------------------------------- |
| 1977                                                      | 9                                                         | 8                                                         | 14                                                        |
| 1978                                                      | 8                                                         | 8                                                         | 8                                                         |
| 1979                                                      | 14                                                        | 16                                                        | 8                                                         |
| 1980                                                      | 11                                                        | 9                                                         | 16                                                        |
| 1981                                                      | 9                                                         | 60                                                        | 8                                                         |
| 1982                                                      | 10                                                        | 11                                                        | 10                                                        |
| 1983                                                      | 9                                                         | 4                                                         | 4                                                         |

0,0: Rivage ·
0,9: Liotte ·
5,7: Martinrive ·
8,2: Aywaille ·
11,4: Remouchamps ·
13,4: Nonceveux ·
17,0: Quarreux ·
19,0: Lorcé-Chevron ·
21,4: Stoumont ·
27,4: La Gleize ·
30,4: Roanne-Coo ·
32,6: Coo ·
34,8: Trois-Ponts ·
40,7: Grand-Halleux ·
45,7: Rencheux ·
46,7: Vielsalm ·
48,3: Salmchâteau ·
51,4: Cierreux ·
54,2: Bovigny ·
58,1: Gouvy